# Manuel Francisco Albernaz

Armas do barão de Santa Clara.

Manuel Francisco Albernaz, primeiro barão de Santa Clara, (Rio de Janeiro, 1802 — Rio de janeiro, 13 de maio de 1875) foi um fazendeiro, produtor de café e cana-de-açúcar na região de Guaratiba, na então província do Rio de Janeiro.

## Títulos nobiliárquicos
Agraciado como cavaleiro da Imperial Ordem de Cristo e oficial da Imperial Ordem da Rosa.
Barão de Santa Clara
Título conferido por decreto imperial em 28 de dezembro de 1872, referendado por João Alfredo Correia de Oliveira.